# Контанго
Контанго (англ. Contango, сокр. CGO) — термин рынка фьючерсов; надбавка в цене, взимаемая продавцом за отсрочку расчёта по сделке.
Ситуацией контанго обычно называют ситуацию, при которой биржевая цена фьючерса в будущем выше, чем его текущая цена (при немедленном выкупе), или же цена фьючерса в отдалённом будущем выше, чем в ближайшем будущем. Контанго является нормальным для рынка нескоропортящихся продуктов с определённой стоимостью перевозки, включающей оплату складских помещений. Ситуация контанго прямо противоположна ситуации бэквордации.
Рынок фьючерсов скоропортящихся продуктов по определению не может находиться в контанго, так как разные даты поставки по сути дела означают разные продукты (например, сегодняшние свежие яйца через шесть месяцев будут непригодны к употреблению).
Днем контанго называют первый день двухнедельного расчетного периода на Лондонской фондовой бирже, то есть последний день, когда можно организовать контанго.